# Avia Av-36
Avia Av-36 Bojar byl poslední letoun původní konstrukce ing. Františka Novotného, hlavního konstruktéra společnosti Avia, akciová společnost pro průmysl letecký z Prahy-Čakovic. Dvoumístný samonosný sportovní jednoplošník smíšené konstrukce poprvé vzlétl 16. 7. 1946, řízen šéfpilotem Širokým.

## Vznik a vývoj
Když se po druhé světové válce v roce 1946 konsolidovaly poměry, zahájil ing. Novotný konstrukční činnost novou vývojovou řadu sportovním dvousedadlovým letounem Avia Av-36 Bojar. Vývoj sportovního samonosného hornoplošníku doplatil na dvě zásadní skutečnosti. Když se stavěl prototyp, nebylo možné vždy použít původně navržené polotovary a musela se hledat náhrada, obvykle s vyšší hmotností, než předpokládal původní projekt. I „opatrnost“ statiků bohatým dimenzováním a požadavky na až nadměrné pevnostní násobky vedla ke zvýšení hmotnosti. Druhým faktorem byl nepříznivý osud. Ing. Novotný počátkem roku 1946 byl cestou do práce stižen srdeční mrtvicí a krátce nato zemřel, ve věku devětačtyřiceti let.

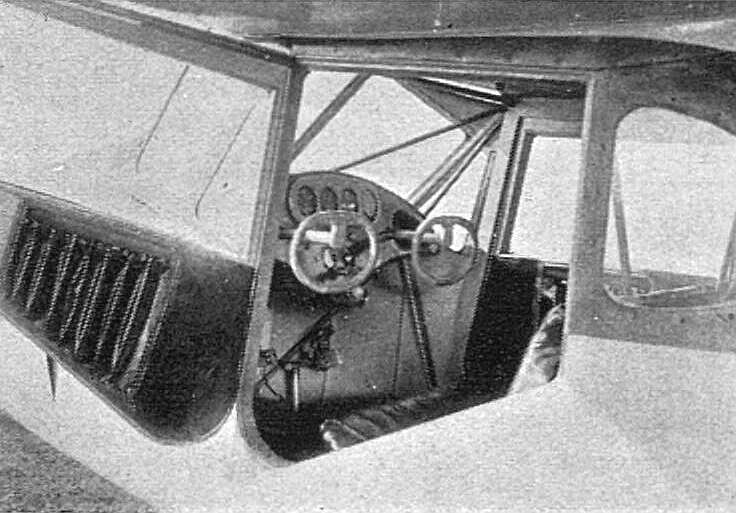
Avia Av-36 Bojar, pohled do kabiny

Ladné tvary kabinového hornoplošníku Avia Av-36 pro úspěch nestačily a po zalétání 16. července 1946 bylo zjištěno, že je letoun značně těžší, než kolik udávaly výpočty, a že také použitý motor Walter Mikron III o výkonu 48 kW (65 k) na tuto hmotnost nestačí. Ing. Novotný se na nezbytné optimalizaci konstrukce a na vlastní stavbě dalších prototypů Bojara nemohl už podílet. Po smrti ing. Novotného se konstrukčních prací ujal ing. Jiří Schraml a od listopadu 1946 vedl konstrukci v Avii ing. Karel Tomáš, který přišel ze Zlínu Otrokovice. Postupně byly navrženy verze Avia Av-136 s motorem Walter Minor 4-III a Avia Av-236 s motorem Toma 4 (Zlínavion 1946). Po představení verze s imatrikulací OK-AHZ na prvním poválečném, pařížském aerosalónu (17. ročník) v listopadu 1946 zkoušky ještě nějaký čas pokračovaly. Překonat vlastnosti a výkony choceňského Sokola se Bojarovi nepodařilo a vývojové práce pro odzkoušení dvou prototypů (OK-AHZ, OK-AMU) byly ukončeny. Oba vyrobené prototypy byly imatrikulovány 9. listopadu 1946 a z leteckého rejstříku byly vymazány v roce 1950 resp. 1952.

## Popis letounu
Celodřevěné křídlo se dvěma průběžnými skříňovými nosníky bylo potaženo překližkou a k prohnutému trupu (1. prototyp) bylo kloubově připojeno čtyřmi svorníky. Druhý prototyp měl trup rovný, aerodynamicky příznivější a lomený čelní štít. Trup příhradové konstrukce čtyřhranného průřezu byl svařen z ocelových trubek a potažen plátnem. V kabině byla 2 sedadla umístěná vedle sebe, za nimiž byl prostor pro zavazadla. Celodřevěné, s potahem z překližky, byly i ocasní plochy (stabilizační i kýlová plocha). Dvoukolový podvozek měl kola uchycena na výkyvně odpérovaných konzolách a kola byla buď nekapotovaná (prototyp OK-AMU) a nebo opatřena aerodynamickými kryty (prototyp OK-AHZ). Byl brzděn bubnovými, mechanickými brzdami. Dvojité volantové řízení prvního prototypu bylo možno nahradit řídícími pákami. Pedálové, nožní řízení ovládalo kormidla táhly a lany.
Pohonnou jednotkou byl vzduchem chlazený invertní čtyřválcový řadový motor Walter Mikron III o výkonu 65 k (48 kW). V motorovém loži byl pružně zavěšen a lože bylo připevněno k trupu 4 svorníky. Palivové nádrže pro 45 l paliva byly v křídle.

## Uživatelé
- Československo

## Specifikace

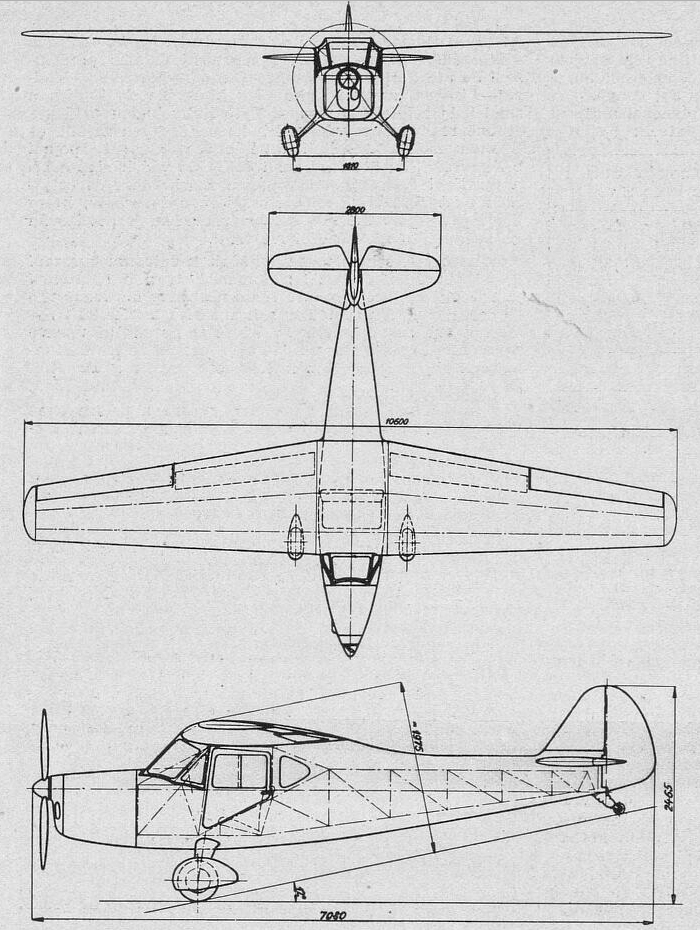
Sportovní letoun Avia Av-36 Bojar, třípohledová skica (1946)

Údaje pro verzi s motorem Walter Mikron III dle

### Technické údaje
- Posádka: 2
- Rozpětí: 10,60 m
- Délka: 7,62 m
- Výška: 1,98 m
- Nosná plocha: 15 m²
- Plošné zatížení: 38,7 kg/m2
- Prázdná hmotnost: 380 kg
- Max. vzletová hmotnost: 580 kg
- Pohonná jednotka: vzduchem chlazený invertní motor Walter Mikron 4-III
- Výkon pohonné jednotky: 65 k (48 kW)
- Vrtule: dvoulistá dřevěná vrtule o průměru 1,75 m

### Výkony
- Cestovní rychlost: 160 km/h
- Maximální rychlost: 180 km/h
- Přistávací rychlost: 68 km/h
- Dolet: 450 km
- Dostup: 3 500 m
- Stoupavost: na 150 m 1 min
- Rychlost stoupání: 2,67 m/s